# Stephen Clark
Pour les articles homonymes, voir Clark.
Stephen Clark, né le 17 juin 1943 à Oakland, est un ancien nageur américain spécialiste des épreuves de nage libre.

## Palmarès

### Jeux olympiques
- Jeux olympiques de 1964 à Tokyo (Japon) :
  -  Médaille d'or au titre du relais 4 × 100 m nage libre.
  -  Médaille d'or au titre du relais 4 × 200 m nage libre.
  -  Médaille d'or au titre du relais 4 × 100 m quatre nages.

### Jeux panaméricains
- Jeux panaméricains 1963 à São Paulo (Brésil) :
  -  Médaille d'or du 100 m nage libre.